# Pedro Rodríguez Quijada
Pedro Rodríguez de Quexada o Petrus Hispanus (? - Aviñón, 20 de diciembre de 1310) fue un eclesiástico castellano. 

## Vida
Fue canónigo de la catedral de Burgos y capellán del cardenal Benedetto Gaetani, que tras su ascenso al papado como Bonifacio VIII le nombró su referendario; obispo de Burgos desde el año 1300, fue creado cardenal obispo de Sabina en el consistorio del 15 de diciembre de 1302, recibiendo también la administración de San Juan y San Pablo. 
Rodríguez y Niccolò Boccasini fueron los únicos que permanecieron junto al papa durante el atentado de Anagni que Guillaume de Nogaret, Guillaume de Plasian y Sciarra Colonna llevaron a cabo contra él ese mismo año.
Participó en el cónclave de 1303 en que fue proclamado papa Benedicto XI y en el de 1304-1305 en que salió elegido Clemente V. Fue legado en Inglaterra para ajustar la paz entre los reyes Felipe IV de Francia y Eduardo I de Inglaterra, y gobernador de Terni.
Fallecido en la corte papal de Aviñón a finales del año 1310, fue trasladado a Roma y sepultado en la Basílica de San Pedro junto a Bonifacio VIII. 
Sin embargo en la documentación de la Catedral de Burgos consta como que está enterrado allí, en la capilla de San Pedro (actual capilla del Condestable), donde todavía puede verse su cenotafio, por lo que algunos historiadores niegan su cardenalato, mencionando como dos personas distintas al cardenal y al obispo de Burgos.